# 仁杉五郎左衛門
仁杉 五郎左衛門（ひとすぎ ごろうざえもん、？－天保13年1月10日（1842年2月19日））は、江戸時代の文化から天保期にかけての南町奉行所与力。本名幸生（ゆきなり）。後に幸信（ゆきのぶ）と改名した。駿河国駿東郡仁杉（ひとすぎ）村を発祥の地とする後北条家の家臣・仁杉伊賀守幸通（ゆきみち）から数えて9代目。

## 人物
天保時代には年番方与力に就任し、天保7年ごろに起きた天保飢饉に苦しむ江戸市民のために各地から米を買い集め、市内に開設したお救い小屋で粥を提供し、飢民を救済することに奔走した。5年後の天保12年（1841年）、このお救い米買付に不正があったと旗本小普請組支配（前勘定奉行）の矢部定謙が老中首座水野忠邦に告発した。
この時期、南町奉行は筒井政憲だったが、閑職に左遷されていた矢部が返り咲きを狙い、筒井の責任としてこの事件を告発したのである。4月28日、矢部は首尾よく筒井の後任の南町奉行の座に着いた。そして五郎左衛門は同年10月に投獄（伝馬町牢屋敷揚座敷）された。不正とは米業者からの賂、付け届けの類であるが、この当時の習慣から大きく逸脱したものではなく、あまりに片手落ちの処分としている後世の学者もある。
念願の奉行の座についた矢部であったが　就任後のこの事件の処理が適当でなかったと目付鳥居忠耀が老中水野に告発した。水野とは江戸町政について対立関係にあったこともあり、矢部は就任8ヵ月の12月21日に罷免された。そしてその7日後の28日に鳥居が奉行の座についた。
その後水野の意を受けて天保改革という名の下に圧政を推進する。お救い米買付不正事件は幕閣の権力争いの具にされた感がある。
五郎左衛門は投獄の3ヵ月後、天保13年正月10日に獄死している。獄死後の3月21日、評定所で「存命ならば死罪」の判決を受け、2人の男子は三宅島、八丈島へ遠島となり、ここに幕府草創時から続いた与力仁杉家は断絶となった。